# Reinhard Häfner
Reinhard Häfner, född 2 februari 1952 i Sonneberg i Thüringen, död 24 oktober 2016 i Dresden, var en östtysk fotbollsspelare som tog OS-brons i fotbollsturneringen vid de olympiska sommarspelen 1972 i München. Vid de olympiska sommarspelen 1976 i Montréal blev det OS-guld.

### Fotnoter
1. ↑  Dynamo-Idol mit 64 Jahren gestorben (tyska)
2. ↑  http://www.sports-reference.com/olympics/summer/1972/FTB/mens-football.html Arkiverad 31 augusti 2009 hämtat från the Wayback Machine. Herrarnas fotbollsturnering vid sommar-OS 1972 på Sports-reference.com
3. ↑  http://www.sports-reference.com/olympics/summer/1976/FTB/mens-football.html Arkiverad 7 mars 2009 hämtat från the Wayback Machine. Herrarnas fotbollsturnering vid sommar-OS 1976 på Sports-reference.com